# Orang Mawas
En el folklore de Malasia, el Orang Mawas o Mawas (también denominado el Orang Dalam) es un ente que se dice habita la selva de Johor en Malasia. Se dice que mide de 2.4–3 m de alto, es bipedo y se encuentra recubierto de un pelaje negro, y según se dice se alimenta de peces y de asaltar huertos. Ha habido algunos avistamientos de la criatura, a quien el pueblo local Orang Asli llaman hantu jarang gigi, que traducido significa 'fantasma de dientes rotos'. Los registros de avistamientos se remontan a 1871.  Algunos especulan que la criatura podría ser un Gigantopithecus sobreviviente (o por lo menos la memoria folclórica de este  animal), mientras que otras personas descartan los avistamientos por haberse confundido con osos. La criatura es similar al Muwa, otro homínido, esta vez de las Filipinas. En la selva del sur de Tailandia, hay relatos de monstruos recubiertos de pelo como un mono, pero que habla como un humano denominado "Butnak" (en tailandés: บุดนาก).
En Sumatra, mawas (a veces maias) es un nombre común para el orangután.